# アハロン・アッペルフェルド
アハロン・アッペルフェルド（Aharon Appelfeld, 1932年1月16日 - 2018年1月4日）は、ルーマニアのブコヴィナ出身のイスラエルの現代作家・ホロコースト脱獄者。ヘブライ語で執筆する。ノーベル賞候補にも挙げられたことがある。

## 人物
ルーマニアのチェルノヴィッツに、ドイツ人に同化したユダヤ人家庭に生まれ育つ。当初はユダヤ人意識はなかった。幼時からドイツ語・イディッシュ語・ルーマニア語・ウクライナ語・ロシア語などに接し育った。
1940年、ナチス・ドイツのホロコーストにより母が殺された後、アハロン・アッペルフェルドは父とともにゲットーに移住させられ、後には強制収容所に送られた。父の死後、アハロンは逃亡し、ウクライナで3年間潜伏生活を送り、ソビエト連邦の軍隊に加わった。
第二次世界大戦後はイタリアに難民として移住し、のちイギリス委任統治領のパレスチナへ1946年に移住した。イスラエルが独立する2年前のことである。
アッペルフェルドはヘブライ大学を卒業し、ネゲヴ・ベン＝グリオン大学の教授を務めた。
2018年1月4日、心臓発作の為にペタク・チクヴァにて没した。85歳没。

## 著作
- 「バーデンハイム1932」（村岡崇光／訳、みすず書房、1996年11月発行）
- 「不死身のバートフス」（武田尚子／訳、みすず書房、1996年10月発行）

## 受賞歴
- イスラエル賞 1983年
- メディシス賞 外国小説部門 2004年
- ネリー・ザックス賞 2005年

## 参考
- 研究室を訪れた人々:1996年度 - 東京大学大学院人文社会系研究科スラヴ語スラヴ文学研究室
- Appelfeld - Jewish Virtual Library biography